# 38 Cassiopeiae
38 Cassiopeiae är en gulvit stjärna i huvudserien i stjärnbilden Cassiopeja. Stjärnan har visuell magnitud +5,82 och är svagt synlig vid god seeing. 38 Cas befinner sig på ett avstånd av ungefär 95 ljusår.